# Environnement en Belgique
L'environnement en Belgique est l'environnement (ensemble des éléments - biotiques ou abiotiques - qui entourent un individu ou une espèce et dont certains contribuent directement à subvenir à ses besoins) du pays Belgique. La Belgique était en 2014 la cinquième empreinte écologique mondiale,. Avec une densité humaine parmi les plus importantes au monde, elle présente un bilan carbone élevé, un déficit agricole, une surconsommation de bois. La congestion automobile entraine une pollution de l'air, et il existe également une pollution de l'eau. La gestion des déchets semble en revanche bonne.

## La biodiversité en Belgique

### Milieux

Relief de la Belgique.

Le relief de la Belgique marque une nette distinction entre le nord et le sud du pays. Alors que le nord (Région flamande) est constitué essentiellement de plaines ne dépassant pas 100 m d'altitude, le sud (Région wallonne) se distingue par un relief plus accentué, de par la présence sur son territoire du massif ardennais. La Belgique est abondamment pourvue en cours d'eau, dont la plupart appartiennent aux bassins versants de la Meuse et de l'Escaut.
Le climat océanique y est doux à frais et venteux, et avec plus de 80 % d'humidité relative moyenne, il est très humide toute l'année.

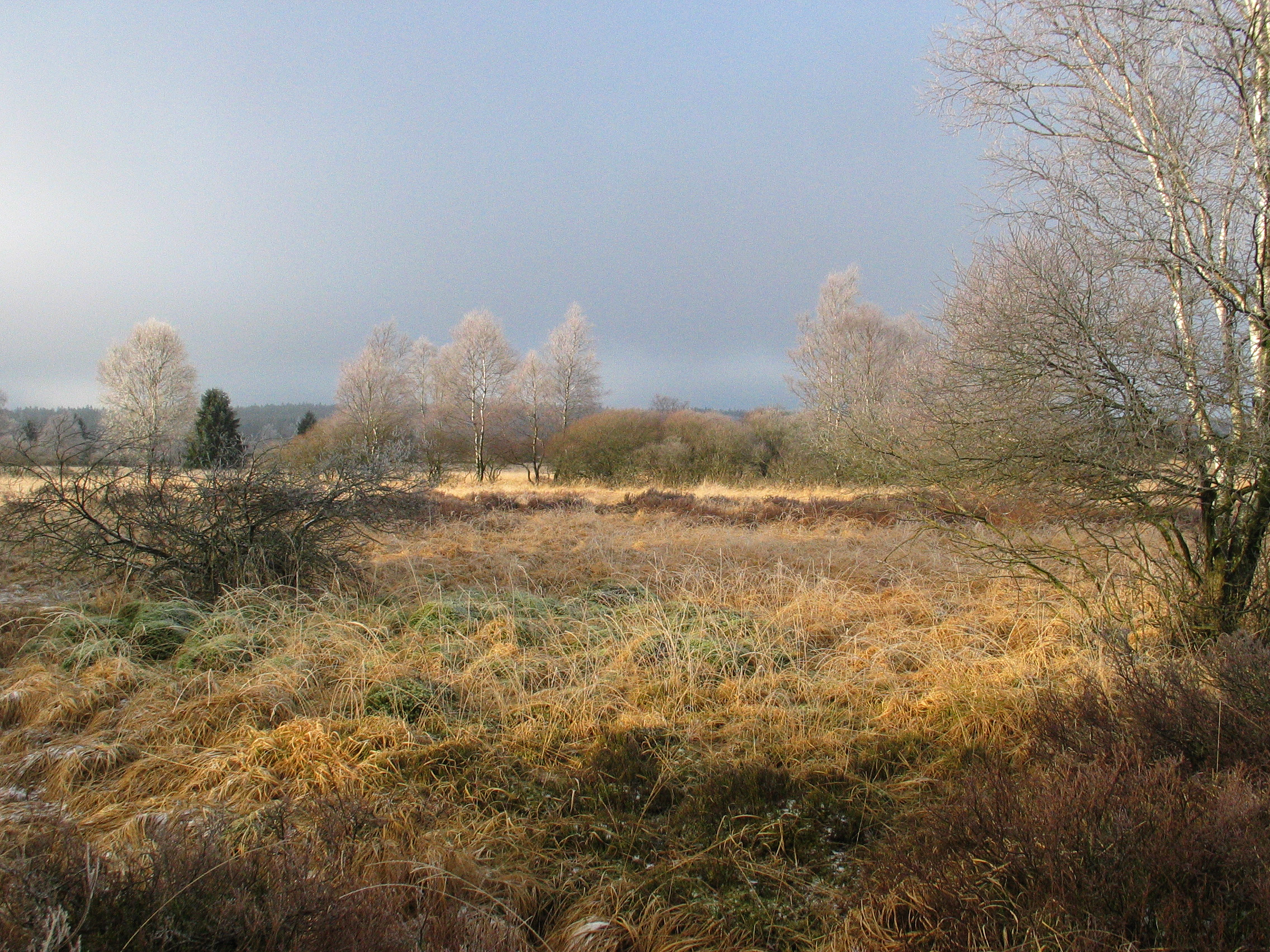
Hautes-Fagnes
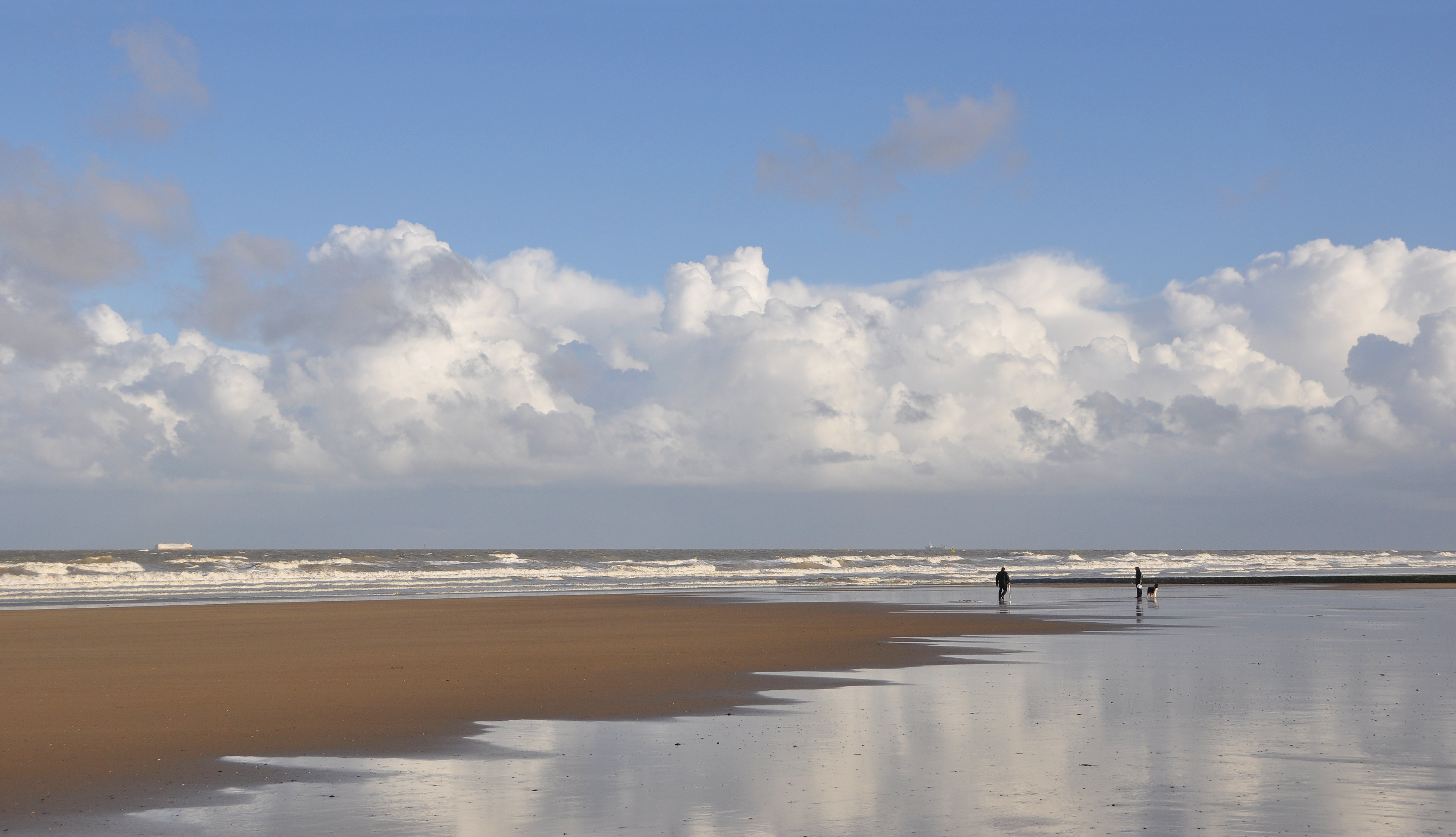
Mer du Nord
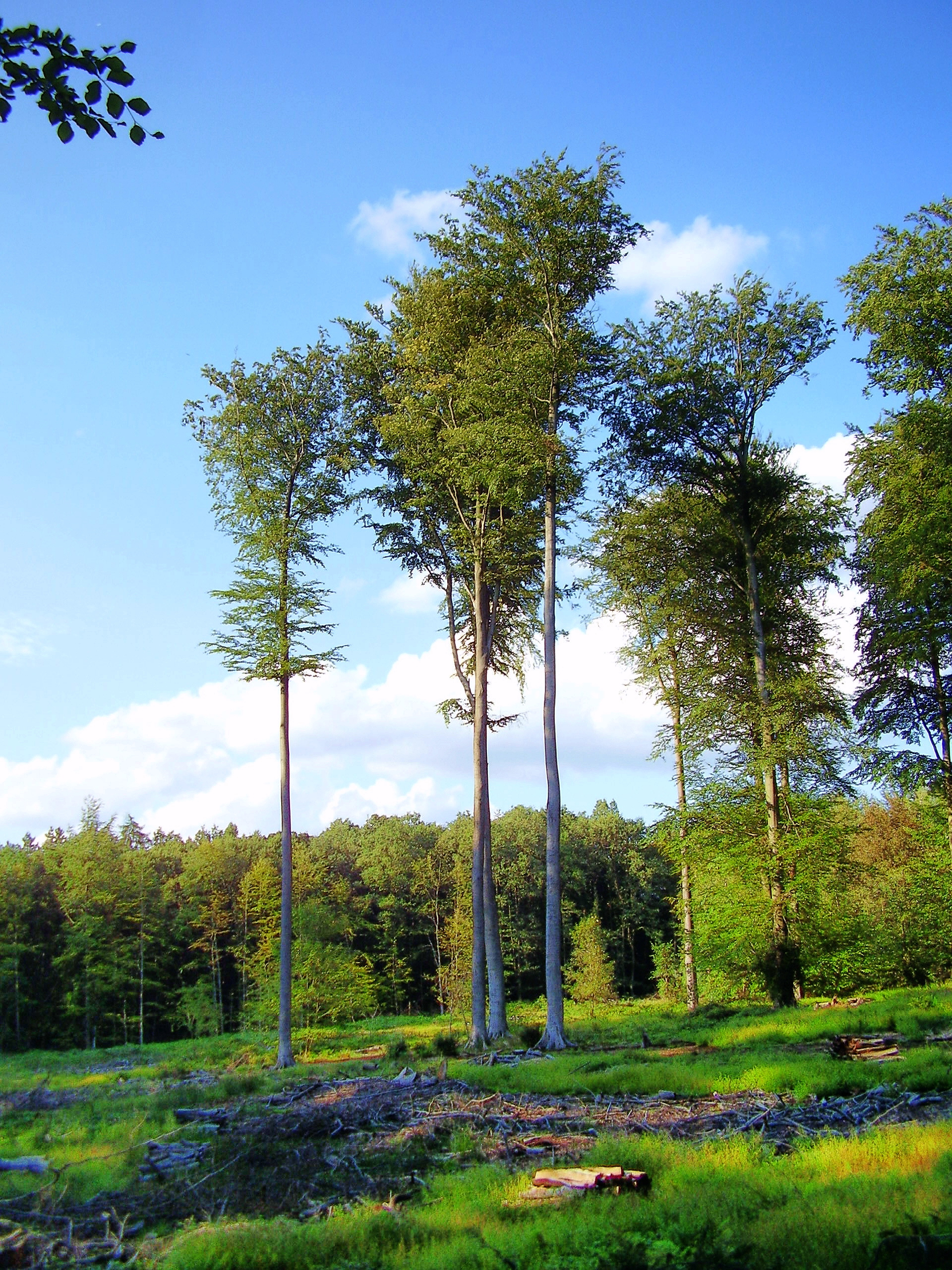
Forêt de Soignes
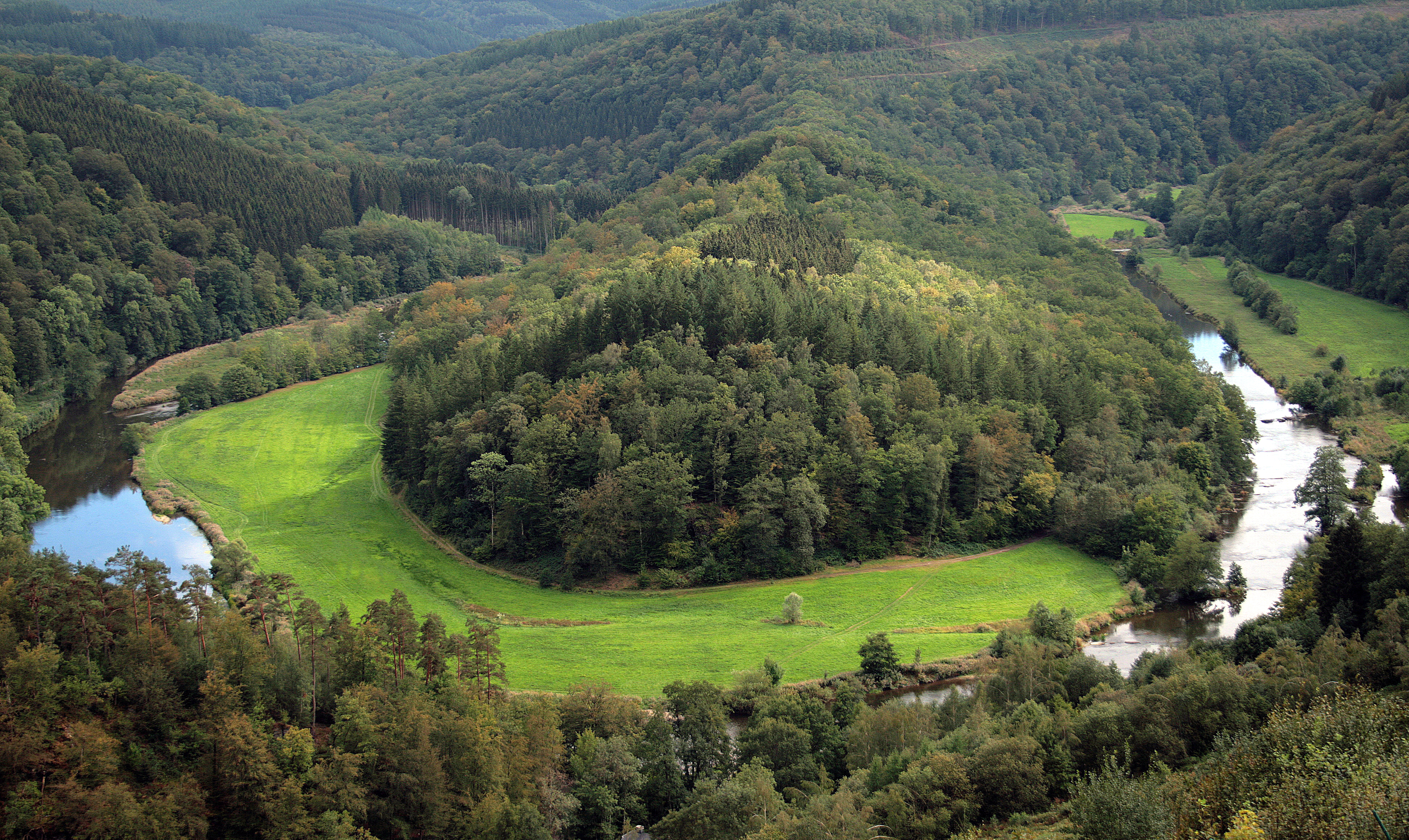
La Semois, près de Bouillon
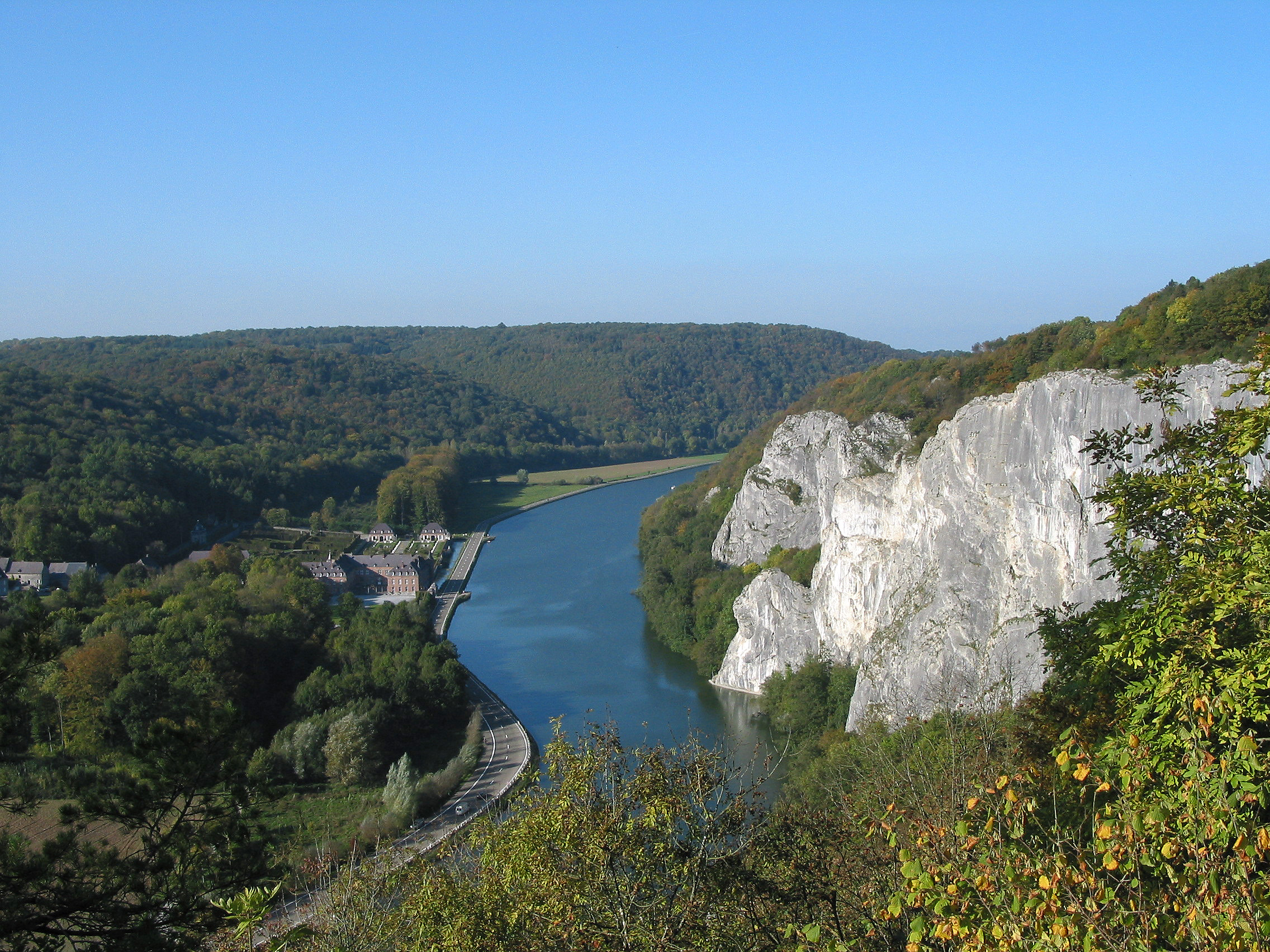
La Meuse entre Dinant et Hastière
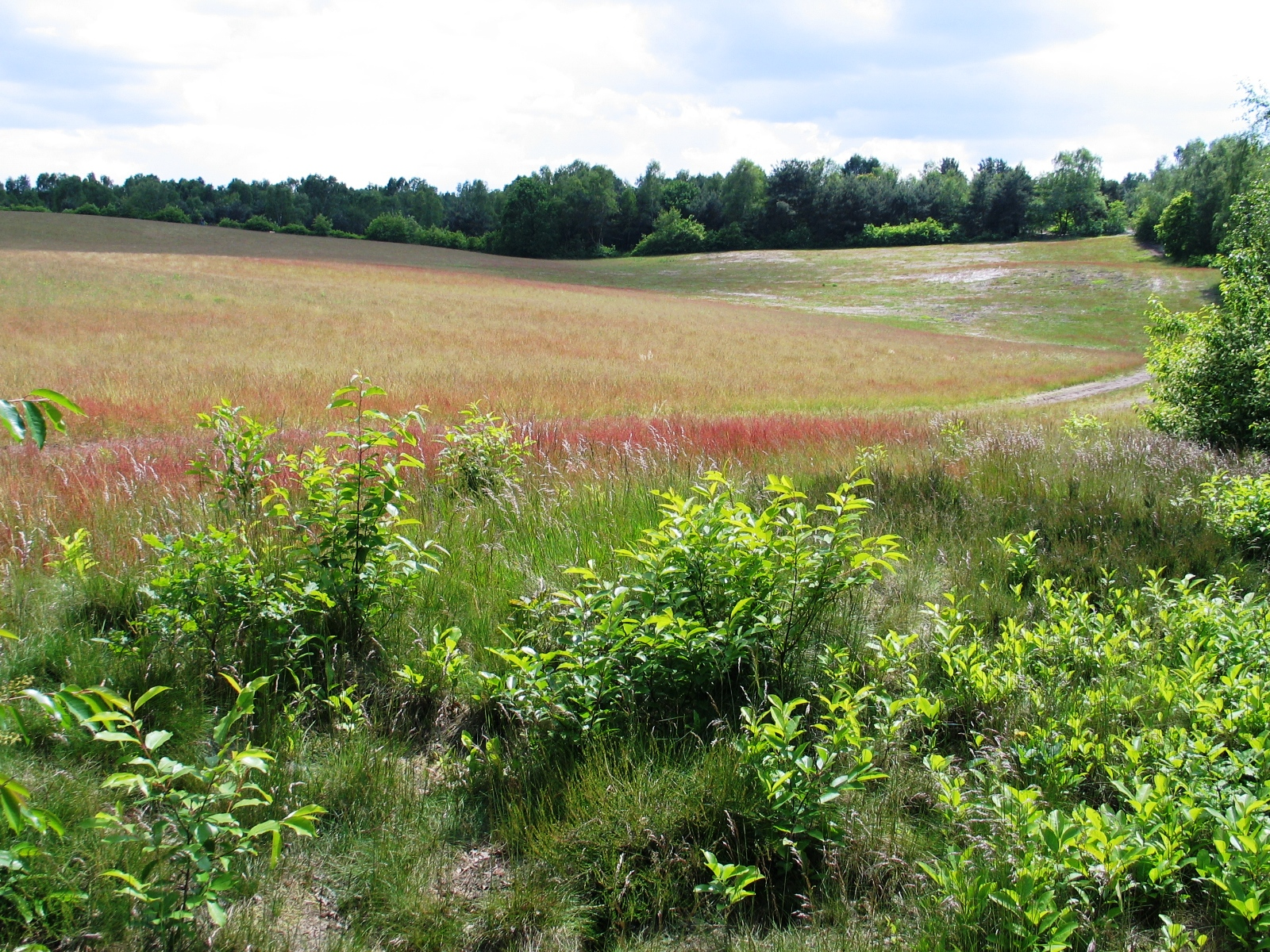
Paysage de la Campine

### Faune et flore
L’abondance des précipitations et l’humidité du climat favorisent une végétation naturelle de feuillus, de landes et de prairies, mais les activités humaines contribuent à la modification de cette végétation. La façade littoral présente un milieu dunaire, et des  forêts d’épineux sont présentes dans les Ardennes.
La forêt belge couvre 692 916 hectares dont 544 800 hectares en Région wallonne, 146 381 hectares en Région flamande et 1735 hectares en Région bruxelloise, soit 23 % de la superficie du pays. Près de 80 % des forêts belges se situent en Région wallonne, où environ un tiers du territoire (32 %) est sous couvert forestier, tandis que la Flandre est relativement peu boisée. Plus de 60 % de la forêt wallonne se situe en Ardenne. De 1866 à 2006, la superficie forestière wallonne n’a fait que croître; en 140 ans, elle est passée de 315 648 ha à 544 800 ha. En revanche, l’accroissement de la superficie forestière en Flandre est extrêmement faible voire nul.
La Belgique présente un réel patrimoine ornithologique, et du gibier parcourt les forêts ardennaises. La Belgique connait en 2019 une hécatombe parmi les mésanges vraisemblablement liée à l'usage massif de pesticides.
Au sein du territoire, 117 espèces de mammifères sont répertoriées. Le loup, absent du territoire depuis 200 ans, est revenu depuis 2016. La Wallonie a officialisé en 2021 une zone de présence permanente (ZPP) des loups dans le secteur des Hautes-Fagnes à l'est du pays.

## Impacts sur les milieux naturels

### Activités humaines

#### Agriculture
Les agriculteurs (lait, céréales) ont fait face à des difficultés, accentuées par la surproduction des années 1980. La peste porcine a par ailleurs touché durement les producteurs de porcs en 1990. La superficie agricole utilisée s’élèvait en 1990 à 1 357 366 ha, soit près de 44 % du territoire de la Belgique. Elle était en diminution par rapport à 1980. La superficie moyenne des exploitations professionnelles agricoles atteignait, en 1990, 34,8 ha en Wallonie et 15,8 ha en Flandre. 
L'agriculture intensive entraine une pollution au lisier.
Les surfaces consacrées à l'élevage sont importantes : vaches mais aussi chevaux.

#### Industries
- sidérurgie, métallurgie, textile, chimie, agro-alimentaire...

#### Transports

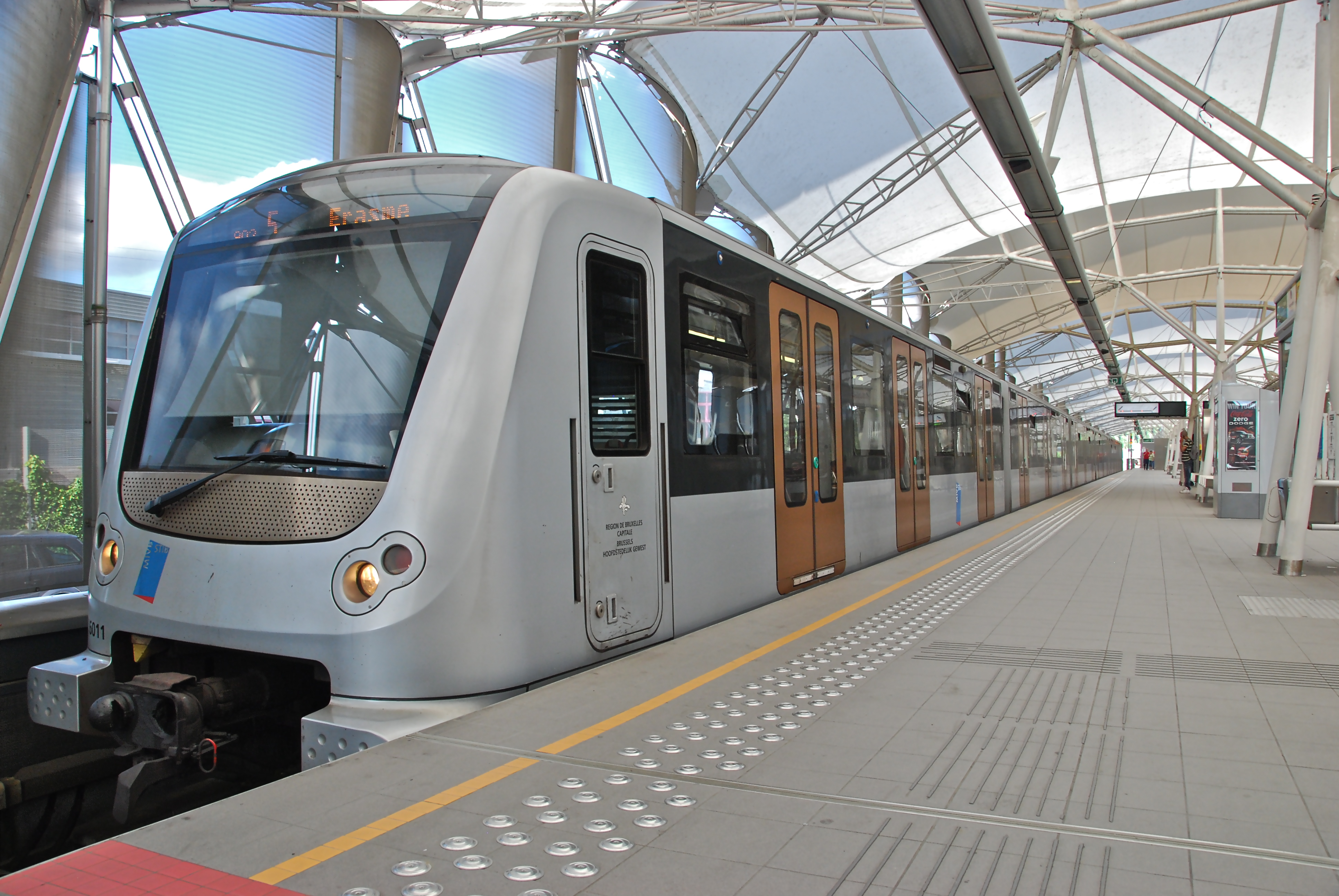
Rame de métro à la station Érasme dans le métro de Bruxelles (Belgique).

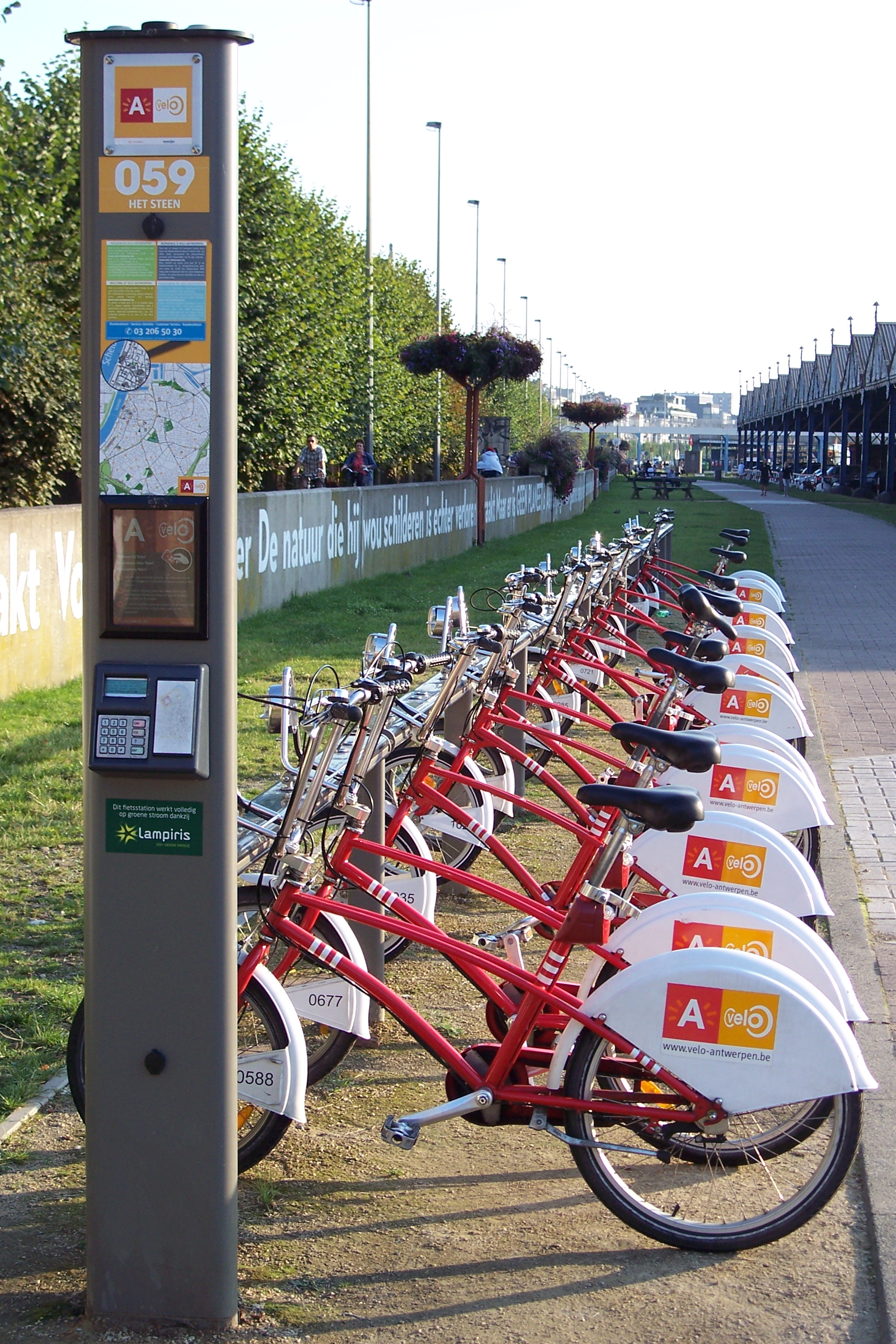
Velo Antwerpen : vélos en libre service à Anvers

##### Transports terrestres
En raison de sa situation centrale stratégique sur le plan européen, le pays est devenu un véritable nœud de communications, aussi bien en ce qui concerne la route que le chemin de fer ou le transport fluvial.
Le réseau autoroutier est important ; et par ailleurs, jusqu'à la fin des années 2000, il était éclairé la nuit, avec un impact important pour la faune nocturne (pollution lumineuse).
En 2013, environ 78 % du transport en Belgique s'effectuait en voiture particulière.

##### Transports maritimes
Le Port d'Anvers est le 4e port mondial, et le 2e port maritime d'Europe.

##### Transports en commun et vélo
Le métro de Bruxelles, entré en service en 1976, totalise une quarantaine de kilomètres de voies. Il transporte environ 150 millions de passagers par an (2013). 
Certaines communes propose des vélos en libre service, et les aménagements cyclables sont fréquents.

### Pression sur les ressources non renouvelables

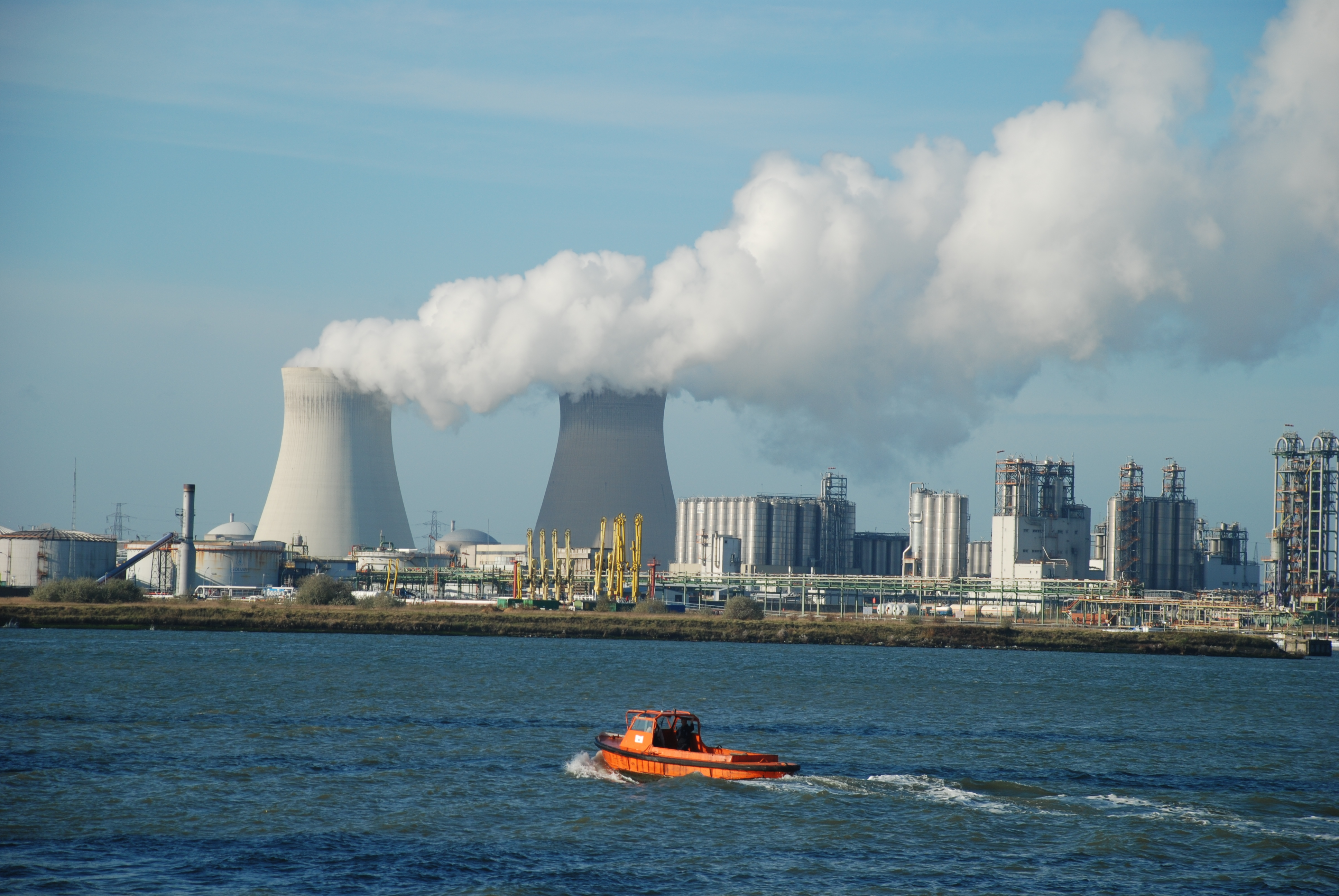
La centrale nucléaire de Doel, sur le bord de l'Escaut.

La production d'électricité provenait en 2014 à 46,4 % du nucléaire (consommant de l'uranium), à 32,9 % des centrale à centrales à combustibles fossiles (surtout gaz : 26,5 % et charbon : 6,1 %) et pour 20,7 % des énergies renouvelables (éolien : 6,3 %, biomasse : 4,9 %, solaire : 4,0 %, déchets : 2,9 %, hydraulique : 2,1 %).

### Pollutions

#### Les émissions de gaz à effet de serre (GES)
Les émissions de CO2 liées à l'énergie de la Belgique étaient en 2014 de 7,83 t CO2 par habitant, niveau supérieur de 75 % à la moyenne mondiale et de 81 % à celui de la France mais inférieur de 12 % à celui de l'Allemagne.

#### La pollution de l'air
La congestion automobile entraîne une pollution atmosphérique (particules fines etc.) et d'importantes émissions de gaz à effet de serre.

#### La gestion des déchets
La Belgique s'est dotée de systèmes élaborés de collecte, et met en décharge moins de 5 % de ses déchets. Les systèmes de recyclage sont bien développés.
Néanmoins, des déchets belges se retrouvent à des milliers de kilomètres, en Turquie ou en Malaisie, dans des décharges clandestines. Ainsi, en 2018, 530 000 tonnes de déchets belges ont été exportées vers d’autres continents, dont 33 000 tonnes ont atterri en Malaisie.  La Belgique compte ainsi parmi les plus gros exportateurs de déchets au monde selon un rapport de GreenPeace.

### Impacts de l'urbanisation
L'artificialisation des sols est importante, notamment en Flandre. En Flandre belge en 2006, on estimait que durant 20 ans, la construction de lotissements avait consommé environ 10 hectares par jour, soit environ un 1 m2/s. La surface lotie a augmenté de 46 % en 20 ans, officialisant ainsi 1/4 quart du territoire flamand (1/5 de la Belgique était ainsi artificialisée en 2006).
Les villes les plus peuplées sont Anvers (523 248 habitants en 2018), Gand, Charleroi, Liège, Bruxelles (179 277 habitants en 2018), Bruges et Namur (110 939 habitants en 2018).

## L'exposition aux risques

### Risques naturels
La Belgique est exposée à de multiples aléas naturels : inondations, tempêtes, incendies, glissements de terrain...
Le risque sismique est localement significatif.

### Risques technologiques

#### Risque nucléaire
La Belgique compte deux centrales nucléaires équipées de sept réacteurs nucléaires en fonctionnement et d'un réacteur nucléaire arrêté. Elle se situe par ailleurs à proximité de plusieurs centrales (France, Angleterre...).

## Politique environnementale en Belgique
L’Autorité fédérale et les Régions se partagent les compétences environnementales en Belgique.

### Application des objectifs internationaux et des normes européennes
- En 2017, La Belgique doit réduire la congestion du trafic et prendre des mesures pour décourager l'usage de la voiture si elle veut pouvoir continuer à respecter les normes européennes sur la qualité de l'air (PM10). La Belgique doit en outre faire plus d'efforts pour lutter contre la pollution de l'eau ou encore gérer le réseau Natura 2000. La promotion de l'économie circulaire et le recyclage des déchets ménagers sont satisfaisants d'après la commission européenne[13].

### Villes durables
Il existe plusieurs écoquartiers réalisés ou en cours (Bruxelles, Ypres, Boncelles...) et opérations d'habitat durable en Belgique (Tournai...), ainsi que d'importants projets de renouvellement urbain. Néanmoins le terme d'écoquartier est parfois employé sans que le projet n'atteigne l'ensemble des cibles d'un écoquartier. 
Conçue il y a quarante ans, la ville nouvelle de Louvain-la-Neuve a été conçue avec divers objectifs d'urbanisme durable, mais elle est par ailleurs construite sur une dalle de béton de 12,6 ha. 
À une échelle plus locale, des groupes ont développé différents habitats groupés participatifs, aussi bien en construction passive neuve (par exemple à Vinderhoute) qu'en réhabilitation dans l'ancien (par exemple à Gand).

### Plantations
Le ministre wallon de l'agriculture a créé dès 2016 des subventions pour les agriculteurs et les particuliers pour les inciter à planter des haies. Près de 103 km de haies auraient ainsi été plantées. En 2019, le gouvernement wallon annonce un objectif de plantation de 4 000 km de haies.

### Évaluation environnementale globale
En 2015, l'organisation Global Footprint Network (GFN) indique que la Belgique a un déficit écologique important. La biocapacité par personne s'élève à environ 1,14 hag (hectare global par habitant), l'empreinte écologique par personne à 5,77 hag. Le pays cumule un déficit agricole, une surconsommation de bois et un bilan carbone très supérieur à la capacité forestière.
La Belgique était en 2014 la cinquième empreinte écologique mondiale d'après le rapport « Planète Vivante » du Fonds mondial pour la Nature (WWF).
Le jour du dépassement (date de l’année, calculée par l'ONG américaine Global Footprint Network, à partir de laquelle l’humanité est supposée avoir consommé l’ensemble des ressources que la planète est capable de régénérer en un an) du pays est le 6 avril.